# Adlerstråhle
Adlerstråle är en svensk adelsätt som adlades den 18 juni 1720.
Ätten härstammar från häradsdomaren i Väse härad, bonden Anders Svensson i Alsters socken i Värmland, vilken levde på 1600-talet. Hans sonson Jonas, vilken kallade sig Alstrin, adlades 1720 med namnet Adlerstråle och introducerades 1723 på adliga ätten nummer 1765. Den uppflyttades 1778 i riddarklassen.